# Bitwa pod Heavenfield
Bitwa pod Heavenfield – starcie zbrojne, które miało miejsce w roku 634 w pobliżu Wału Hadriana niedaleko miejscowości Hexham. Oddziały walijskie dowodzone przez Cadwallona ap Cadfana, króla Gwynedd zmierzyły się z armią z Northumbrii pod wodzą Oswalda, ponosząc klęskę.
Po bitwie pod Hatfield Chase, Cadwallon wykorzystał polityczne podziały w kraju, ponownie najeżdżając ziemie Nortumbrii. Król Bernicji Eanfrith został zabity w czasie rozmów pokojowych, podobnie jak król Deiry Osric. W tej sytuacji brat Eanfritha Oswald, powrócił z azylu, zawiązując sojusz z królem Domnalem z Dalriady. Do bitwy doszło w rejonie Hexham. Oswald wyznający wiarę chrześcijańską ruszył do bitwy z krzyżem, modląc się i prosząc Boga o zwycięstwo (z tego powodu miejsce bitwy nazywane jest Heavenfield). Wojska walijskie Cadwallona poniosły porażkę a on sam poległ w bitwie. Według innych źródeł Cadwallon przeżył i udał się na wygnanie. Po zwycięskiej bitwie Oswald objął tron ponownie zjednoczonej Northumbrii i z pomocą Aidana z Lindisfarne wprowadził w królestwie wiarę chrześcijańską.